# Neocladia narendrani
Neocladia narendrani är en stekelart som beskrevs av Hayat 2003. Neocladia narendrani ingår i släktet Neocladia och familjen sköldlussteklar. Inga underarter finns listade i Catalogue of Life.